# ESi-RISC
Az eSi-RISC az EnSilica cég konfigurálható CPU architektúrája. Három megvalósítása van, ezek az eSi-1600, eSi-3200 és eSi-3250 jelű típusok. Az eSi-1600 jellemzője a 16 bites adatút, míg az eSi-3200 és eSi-3250 32 bites adatúttal rendelkezik. Ezek a processzorok szoft IP magokként licencelhetők, és alkalmasak ASIC és FPGA eszközökbe való integrálásra.

## Architektúra

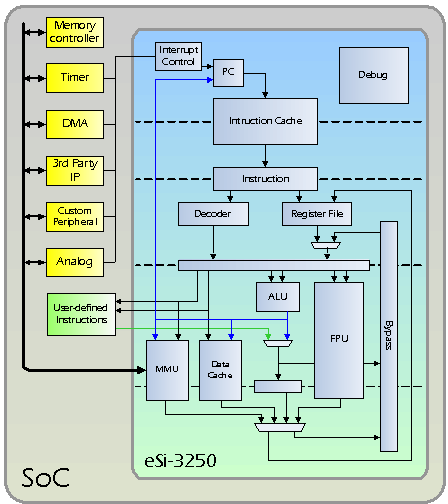
Az eSi-3250 SoC architektúra

Az eSi-RISC architektúra főbb jellemzői:
- RISC-szerű load/store architektúra
- Konfigurálható 16 vagy 32 bites adatút
- Utasításai 16 vagy 32 bit hosszúak
- 8, 16 vagy 32 általános célú regiszter
- 0, 8, 16 vagy 32 vektorregiszter
- 0-tól 8-ig terjedő számú akkumulátor
- Max. 32 külső megszakítás
- Konfigurálható utasításkészlet, egész és lebegőpontos aritmetika támogatásával
- Opcionális felhasználó által definiálható utasítások, mint pl. kriptográfiai gyorsítás[3]
- Választható gyorsítótárak (konfigurálható méret és asszociativitás)
- Választható MMU, memóriavédelemmel és dinamikus címfordítással
- AMBA AXI, AHB és APB buszinterfészek
- Memóriába leképzett be- és kimenet
- 5 fokozatú futószalag
- Hardveres JTAG debug

A piacon lévő számos szoft IP mag közül az eSi-RISC az egyetlen, amelynek egyszerre 16 és 32 bites változata is rendelkezésre áll, licencelhető IP magként.
Több RISC architektúrának is megvan az a tulajdonsága, hogy utasításkészletükben 16 és 32 bites utasítások is szerepelnek, ilyen pl. az ARM és annak Thumb utasításkészlet-kiterjesztése, vagy a MIPS processzorok MIPS-16 utasításkészlete; az eSi-RISC esetében ezek az utasítások teljesen egyenrangúan használhatók, szabadon keverhetők egymással, és nincs üzemmódváltás a külön 16 bites és külön 32 bites utasítások végrehajtási módjai között. Ez növeli a kódsűrűséget és nem csökkenti a teljesítményt. A 16 bites utasítások két regiszter-operandust használhatnak az első 16 regiszterből választva, míg a 32 bites utasításoknak három regiszter-operandusuk van és mind a 32 regiszter hozzáférhető. Az eSi-RISC rendelkezik multiprocesszálási támogatással. Léteznek többmagos kialakítások, akár hét eSi-3250 maggal egy csipen.

## Fejlesztőeszközök
A eSi-RISC eszköztár a GNU programfejlesztési eszközkészleten és az Eclipse integrált fejlesztői környezet kombinációján alapul, a GNU programok portolt verzióit alkalmazza.
Részei:
- GCC – C/C++ fordító
- Binutils – assembler, linker és bináris segédprogramok
- GDB – debugger
- Eclipse – integrált fejlesztői környezet

A C nyelvű fejlesztéshez a Newlib, a C++ nyelvhez a Libstdc++ könyvtár áll rendelkezésre. Több RTOS-t is portoltak a processzorra, ilyenek pl. a MicroC/OS-II, FreeRTOS, ERIKA Enterprise és a Phoenix-RTOS.

## Fordítás
Ez a szócikk részben vagy egészben  az   ESi-RISC című angol Wikipédia-szócikk ezen változatának fordításán alapul.  Az eredeti cikk szerkesztőit annak laptörténete sorolja fel. Ez a jelzés csupán a megfogalmazás eredetét és a szerzői jogokat jelzi, nem szolgál a cikkben szereplő információk forrásmegjelöléseként.